# Heteroctenia
Heteroctenia is een geslacht van vlinders van de familie spanners (Geometridae), uit de onderfamilie Ennominae.

## Soorten
- H. fimbripunctata Dognin, 1912
- H. obsequiosa Dognin, 1924
- H. quadrataria Walk, 1860